# جانگ هیوک
جونگ یونگ جون (کره‌ای: 정용준؛ زادهٔ ۲۰ دسامبر ۱۹۷۶) که بیشتر با نام جانگ هیوک (کره‌ای: 장혁) شناخته می‌شود، بازیگر اهل کره جنوبی است. او به خاطر ایفای نقش در فیلم‌های آتشفشان بلند (۲۰۰۱)، نوازش باد (۲۰۰۴) و مجموعه‌های تلویزیونی متشکرم (۲۰۰۷)، شکارچیان برده (۲۰۱۰)، درختی با ریشه عمیق (۲۰۱۱)، صدا (۲۰۱۷) و گل پول (۲۰۱۷) شناخته می‌شود.

## زندگی حرفه‌ای
دوران کودکی جانگ در محل تولد وی یعنی پوسان گذشت. آغاز فعالیت حرفه‌ای او بازی در سریال مدل بود که در سال ۱۹۹۷ از شبکهٔ اس بی اس پخش شد. پیش از این او در سریال مدرسه ایفای نقش کرده بود.
همچنین او در یک فیلم سینمایی به اسم Zzang در نقشی جزئی بازی کرد.
کارهای هنری جانگ به همین‌جا ختم نشد و او در موزیک ویدئو ی گروه معروف g.o.d. به اسم To My Mother بازی کرد. جانگ در موزیک ویدئوهای زیادی بازی کرده‌است که از جملهٔ آن‌ها می‌توان به موزیک ویدئوهای مربوطـ به آلبومش که به سبک رپ بود اشاره کرد.
این آلبوم در سال ۲۰۰۰ به اسم TJ Project در بازار پخش شد؛ ولی شهرت او از سال ۲۰۰۱ میلادی شروع شد. همان زمانی که او به عنوان نقش اصلی فیلم تخیلی Volcano High بازی می‌کرد.
نقش مقابل جانگ را خانم Shin Min-ah داشت. جانگ هیوک در نقش یک آدم عجیب و غریب بود و مهارت بالای او در بازیگری توانست ستایش منتقدان و بینندگان را دوچندان کند و نظرها را به سوی خودش جلب نماید.
او به همین مقدار طرفدار راضی نشد وبا بازی در فیلم Jungle Juice توانست موفقیت زیادی را به دست بیاورد و با نقش آفرینی در سریال معروف Story of a Bright Girl در کنار بازیگر جانگ نارا موفق به کسب شهرت فوق‌العاده‌ای شد.
جانگ هیوک در فیلم توالت عمومی که به صورت مشترک بین چین و کره ساخته شد حضور داشت. کارگردان این اثر زیبا Fruit Chan بود که در سال ۲۰۰۲ در جشنوارهٔ ونیز برندهٔ جایزه شد.
یک سال بعد از همکاری با چینی‌ها در فیلم کمدی Teach Me English همراه با خانم Lee Na-young ظاهر شد. این فیلم به کارگردانی Kim Sung-soo بود.
نقش آفرینی بعدی جانگ در فیلم Kwak Jae-yong's Windstruck بود که نقش مقابل او را خانم جون جی-هیون بازی می‌کرد.
این فیلم در کره از بازدید خوبی برخوردار نشد ولی یکی از پر فروش‌ترین فیلم‌های کره‌ای درژاپن شد.
.
در سال ۲۰۰۴، جانگ هیوک به همراه سونگ سئونگ هون و هان جه سوک به جرم اینکه از رفتن به خدمت سربازی خودداری کرده بودند متهم شدند. با توجه به اینکه خبر محکومیت آن‌ها در بین عموم پخش شده بود، جانگ از طرفدارانش عذرخواهی کرد و بعد، خدمتش را به مدت دو سال در ارتش شروع کرد.
بعد از اینکه در سال ۲۰۰۶ خدمت وی به پایان رسید، با یک سریال به اسم «متشکرم» از شبکهٔ ام بی سی دوباره به عرصهٔ بازیگری بازگشت.
این فیلم در واقع داستانی در مورد یک مادر تنهاست که نقش آن را گونگ هیو جین بازی می‌کند. این مادر به همراه دخترش که مبتلا به ایدز هست زندگی را سپری می‌کند و در این داستان پزشک بدبینی هم حضور دارد که به‌طور اتفاقی وارد زندگی این مادر و دختر می‌شود.
بر خلاف انتظار، این سریال از جمله سریال‌های کم بازدید شناخته شد و باعث شد که جانگ بتواند به این طریق ماجرای رسواییش را برای خدمت سربازی راحت‌تر پشت سر بگذارد.
بعد از این، جانگ قراردادی را برای یک فیلم بین‌المللی امضا کرد. این فیلم که با اسم «رقص اژدها» شناخته می‌شود، یک داستان عاشقانه است که در آن رقص باله با هنرهای رزمی ترکیب شده‌است و بازیگر سنگاپوری فان وونگ هم در این فیلم ایفای نقش می‌کند.
جانگ برای بازی در این فیلم جایزهٔ بهترین بازیگر مرد را در افتتاحیهٔ جشنوارهٔ بین‌المللی فیلم وست هالیوود، به دست آورد.
جانگ در یک سریال ژاپنی به اسم "Ryokiteki na Kanojo" هم نقشی را اجرا کرد. این سریال یک بازسازی بود از فیلم کره‌ای"My Sassy Girl "سال ۲۰۰۱.
جانگ در برنامهٔ پرسش و پاسخ Tsuyoshi Kusanag که مربوطـ به این سریال بود شرکت کرد و در بارهٔ آن توضیح داد اما با این حال سازندهٔ این سریال بعدها اضافه کرد که در حین تصویربرداری چند صحنهٔ جدید به بازی جانگ اضافه شد که در فیلم نامهٔ اصلی نیامده بود. بعد از این جانگ بنا به علاقه‌ای که داشت در سه موزیک ویدئو خوانندهٔ تایوانی، الوا هسیائو حضور پیدا کرد.
از سریالهای دیگر این بازیگر می‌توان به موارد زیر اشاره کرد:
سریال دزد (که در کره به آن بول هاندانگ یا "con artist" هم می‌گویند)
"Tazza" که در آن جانگ مقابل هان یه سول بازی کرده‌است و این فیلم اقتباسی بوداز فیلم "gambling" سال 2006.
و فیلم کوتاهی به اسم "the omnibus Five Senses of Eros" در مورد یک جستجوی هیجان انگیز و خطرناک در مورد یک فیل
(با اسم ""Penthouse Elephant""هم شناخته می‌شود) در این فیلم کوتاه، جانگ به همراه جو دونگ هیوک و لی سانگ وو بازی کرد؛ و ملودرامی به اسم "Maybe" (به اسم خرگوش و مارمولک هم شناخته می‌شود) در این فیلم جانگ در مقابل سونگ یوری بازی کرد.
.
سال ۲۰۱۰ بود که در یک سریال به اسم "chuno" بازی کرد. یک سریال تاریخی که در آن نقش یک برده را داشت. برده‌ای که از سن و سال کم شروع به جنگیدن کرد.
دیالوگ ماندگار او در این فیلم با این جمله رقم خورد: «سقوطـ وقتی آسون میشه که شما مراحل موفقیت رو درک نکنی.»
او جایزه‌های زیادی را به عنوان یک بازیگر به نام خودش کرد که از برترین آن‌ها می‌شود به جایزهٔ «پاپ کره‌ای» که به خاطر بازی در یکی از سریال‌های شبکهٔ کی بی اس بوده اشاره کرد. او همچنین نامزد بهترین بازیگر مرد در جشنوارهٔ 2011 International Emmy Awards بوده‌است.
او بعد از یک استراحت کوتاه سراغ یک سریال رفت که در مورد حوا بود.
این سریال بازسازی یک سریال کره‌ای بود که در کشور چین پخش می‌شد و توانست درصد بالایی از بینندگان را به خودش جذب کند. اسم این سریال Ai Shang Nu Zhu Bo یا "Fall in Love with Anchor Beauty" است.
بعد از این سریال چینی او در سریالی کره‌ای بازی کرد. در نقش یک مدیر صندوق که به یه وکیل تبدیل می‌شود.
جانگ در این سریال با دو بازیگر معروف دیگر همبازی بوده‌است.
خانم‌ها Lee Min-jung و Kim Hee-ae.
جانگ در نقش آدمی بود که فقطـ می‌خواست از خانواده اش دفاع کند ولی پول و سهام بزرگ او در یک شرکت طی بازی قدرت او را به یک شخصیت پول‌پرست تبدیل کرد.
می‌توان گفت وی در این فیلم در نقش مردی بازی می‌کرد که از نظر احساساتی بسیار پیچیده‌است.
مردی که در مرگ زنش نقش داشت.
خود جانگ در مورد نقشش گفت:"یه تعادلی باید حفظـ می‌شد همیشه… جانی بودم ولی بیگناه!"
سریال معروف دیگری که جانگ در آن بازی کرد سریال Deep Rooted Tree است که یک سریال تاریخی است.
او اوایل از نقشش در این سریال راضی نبود.
چون در رمانی که این فیلم از او ساخته شده شخصیت Kang Chae-yoon کم رنگ بود.
جانگ در نقش یکی از مأموران دستگاه حکومتی بود ولی در فیلم نقش پررنگتری نسبت به رمان داشت.
این داستان مربوطـ قتل‌های زنجیره‌ای در کاخ Gyeongbok هست. این اتفاقات زمانی رخ می‌دهد که پادشاه Sejong کبیر در حال ارتقا حروف الفبا زبان کره‌ای هست.
سال‌ها گذشت تا بالاخره جانگ هیوک در سریال معروف آیریس۲ حضور پیدا کرد.
سریالی که ادامه و کامل‌کنندهٔ فصل اول در سال ۲۰۰۹ بود.
نکتهٔ جالب این پروژه همبازی شدن جانگ با لی داهه بود.
این سومین نقش آفرینی آن‌ها در کنار هم بود. بعد از بازی در Robber و The Slave Hunters.
برخلاف رسوایی‌های گذشتهٔ جانگ در مورد سربازی و خدمت رفتن، او به برنامهٔ هفتگی Real Men ملحق شد.
Real Men هر هفته پخش می‌شود و شش نفر آن را اداره می‌کنند. این برنامه نوعی از دیدگاه مستندسازی را در خود جای داده‌است.
این اولین باری است که جانگ به صورت رسمی در همچین دست از برنامه‌هایی شرکت می‌کند.
نظر خود او هم در مورد برنامه بد نیست و گفته‌است که دوست دارم خودش حتی این برنامه رااجرا کند چون تجربهٔ ارتش و سربازی او دوباره تکرار می‌شود!
سال ۲۰۱۳ یک سال پر از کار برای جانگ بود. چون او در یک فیلم سینمایی که فروش فوق‌العاده‌ای هم داشت بازی کرد.
در این فیلم با بازیگر سو ئه هم بازی بود که نقش آتش‌نشان و پزشک را بر عهده داشتند و باید با ویروسی که شبیه سرما خوردگی و مرگ‌آور بودآور مقابله می‌کردند. نام این فیلم آنفلوانزا است.
.
در سال ۲۰۱۴ او با بازی در یک فیلم هیجان انگیزبه کارگردانی Kim Tae-gyun نقشی دیگر را تجربه کرد.
این فیلم دربارهٔ یک دختر دبیرستانی است که با معلم ورزش خود ازدواج می‌کند.
او همچنین بار دیگر برای بازسازی درامی تایوانی متعلق به سال ۲۰۰۸به گروهی با درخشش Jang Na-raIN پیوست تا در یک داستان عاشقانهٔ دیگر ایفای نقش کند.

## زندگی شخصی
و اما می‌رسیم به کیم یوجین، معلم پلاتیس جانگ و دوست شش سالهٔ او که از ۲۰۰۲ باهم بودند و در آخر با هم ازدواج کردند؛ ازدواجی در تاریخ دوم ژوئیه ۲۰۰۸ با حضور دوستان نزدیکی مثل خواننده کیم جونگ کوک و بازیگر چا ته هیون که ثمرهٔ آن سه بچه است. دو پسر با اختلاف یک سال به دنیا آمدند (فوریه ۲۰۰۸ و نوامبر ۲۰۰۹)و یک دختر در ۱۶ آوریل ۲۰۱۵.
ناگفته نماند که جانگ هیوک سابقاً تکواندوکار حرفه‌ای بوده که بیش از ده سال جیت کان دو تدریس می‌کرد.
.

## فیلم‌شناسی

### فیلم
| سال  | عنوان                       | نقش                 | توضیحات                      |
| ---- | --------------------------- | ------------------- | ---------------------------- |
| ۱۹۹۸ | زانگ                        | ایم سه بین          |                              |
| ۲۰۰۱ | آتشفشان بلند                | کیم کیونگ سو        |                              |
| ۲۰۰۲ | جوهر جنگل                   | کی ته               |                              |
| ۲۰۰۲ | توالت عمومی                 | کیم سون باک         |                              |
| ۲۰۰۳ | لطفاً به من انگلیسی یاد بده  | پارک مون سو         |                              |
| ۲۰۰۴ | نوازش باد                   | گو میونگ وو         |                              |
| ۲۰۰۴ | خاطرات اس                   | ایم چان             | حضور افتخاری                 |
| ۲۰۰۸ | رقص اژدها                   | کوان ته سان         | همکاری کره، سنگاپور و آمریکا |
| ۲۰۰۹ | پنج حس اروس                 | جونگ مین سو         | قسمت: «نگرانی او»            |
| ۲۰۰۹ | خرگوش و مارمولک             | اول سول             | [ ۴۱ ]                       |
| ۲۰۰۹ | در جستجوی فیل               | هیون وو             |                              |
| ۲۰۱۱ | مشتری                       | هان چول مین         |                              |
| ۲۰۱۳ | آنفلوانزا                   | کانگ جی گو          |                              |
| ۲۰۱۴ | موجود بی‌گناه                | کیم جون کی          |                              |
| ۲۰۱۵ | امپراتوری شهوت              | شاهزاده یی بانگ وون |                              |
| ۲۰۱۶ | درون یا بیرون               | وو گوم (او جیان)    | همکاری کره و چین             |
| ۲۰۱۷ | چون دوستت دارم              | فالگیر              | حضور افتخاری                 |
| ۲۰۱۷ | فرد معمولی                  | چوی گیو نام         |                              |
| ۲۰۲۰ | شمشیرزن                     | ته یول              |                              |
| ۲۰۲۱ | مقبره رودخانه               | لی مین سوک          | [ ۴۳ ]                       |
| ۲۰۲۲ | قاتل: دختری که لایق مرگ است | بانگ یی گانگ        | [ ۴۴ ] [ ۴۵ ]                |

### مجموعه تلویزیونی
| سال  | عنوان                       | نقش                        | توضیحات                          | منابع  |
| ---- | --------------------------- | -------------------------- | -------------------------------- | ------ |
| ۱۹۹۷ | مدل                         | جون هو                     |                                  |        |
| ۱۹۹۹ | مدرسه                       | کانگ وو هیوک               |                                  |        |
| ۱۹۹۹ | نور خوشید                   | هان میونگ‌ها                |                                  |        |
| ۲۰۰۰ | سرزمین وانگ رانگ            | بونگ پیل                   |                                  | [ ۴۶ ] |
| ۲۰۰۲ | داستان موفقیت یک دختر باهوش | هان گی ته                  |                                  |        |
| ۲۰۰۲ | جاه‌طلبی بزرگ                | پارک جه یونگ               |                                  | [ ۴۷ ] |
| ۲۰۰۷ | متشکرم                      | مین گی سو                  |                                  |        |
| ۲۰۰۸ | سارق                        | کوان اوه جون               |                                  |        |
| ۲۰۰۸ | ریوکیته‌کی نا کانوجو         | ستاره هالیو «جانگ هیوک»    | درام ژاپنی؛ حضور افتخاری، قسمت ۱ |        |
| ۲۰۰۸ | تازا                        | کیم گو نی                  |                                  |        |
| ۲۰۱۰ | شکارچیان برده               | لی ده گیل                  |                                  |        |
| ۲۰۱۰ | عاشق انکر بیوتی شو          | چین یی پو                  | درام چینی                        | [ ۴۸ ] |
| ۲۰۱۱ | کیمیاگر                     | کیم دو هیون                |                                  |        |
| ۲۰۱۱ | درختی با ریشه عمیق          | کانگ چه یون / دول بوک      |                                  |        |
| ۲۰۱۳ | آیریس ۲: نسل جدید           | جونگ یو گون                |                                  |        |
| ۲۰۱۴ | از بخت بد عاشقت شدم         | لی گون                     |                                  |        |
| ۲۰۱۴ | خداحافظی قدیمی              | کانگ سو هیوک               |                                  |        |
| ۲۰۱۵ | بدرخش یا دیوانه شو          | وانگ سو                    |                                  |        |
| ۲۰۱۵ | تهیه‌کنندگان                 | جانگ هیون سونگ             | حضور افتخاری، قسمت ۳             | [ ۴۹ ] |
| ۲۰۱۵ | تاجر گک جو                  | چون بونگ سام               |                                  |        |
| ۲۰۱۶ | ذهن زیبا                    | لی یونگ اوه                |                                  |        |
| ۲۰۱۷ | صدا                         | مو جین هیوک                |                                  |        |
| ۲۰۱۷ | بهترین ضربه                 |                            | حضور افتخاری، قسمت ۲             | [ ۵۰ ] |
| ۲۰۱۷ | گل پول                      | کانگ پیل جو / جانگ اون چون |                                  |        |
| ۲۰۱۸ | تابه عشق                    | دو چیل سونگ                |                                  |        |
| ۲۰۱۸ | پاپای بد                    | یو جی چول                  |                                  |        |
| ۲۰۱۹ | دلقک تاجدار                 | پدر یی هون                 | حضور افتخاری، قسمت ۱             | [ ۵۱ ] |
| ۲۰۱۹ | کشور من                     | یی بانگ وون                |                                  |        |
| ۲۰۲۰ | به من بگو چی دیدی           | اوه هیون جه                |                                  |        |
| ۲۰۲۲ | قلب خونین                   | پارک گه وون                |                                  | [ ۵۲ ] |
| ۲۰۲۳ | خانواده                     | کوان دو هون                |                                  | [ ۵۳ ] |

### مجموعه اینترنتی
| سال  | عنوان       | نقش | توضیحات      | منابع  |
| ---- | ----------- | --- | ------------ | ------ |
| ۲۰۱۴ | سلول‌های عشق |     | حضور افتخاری | [ ۵۴ ] |

### ورایتی شو
| سال  | عنوان                         | توضیحات                                         |
| ---- | ----------------------------- | ----------------------------------------------- |
| ۲۰۱۳ | مرد واقعی                     | عضو گروه بازیگران (۹ ژوئن ۲۰۱۳ تا ۹ فوریه ۲۰۱۴) |
| ۲۰۱۵ | دینگ گه لونگ دونگ چیانگ       |                                                 |
| ۲۰۱۵ | دوستان در کرواسی              | عضو گروه بازیگران                               |
| ۲۰۱۷ | کلاب اژدها: برومنس بیش از حد  | عضو گروه بازیگران (۱۰ اکتبر ۲۰۱۷)               |
| ۲۰۱۹ | پلیس شهری                     | عضو گروه بازیگران                               |
| ۲۰۲۰ | سفر اکتشافی قایق تفریحی: آغاز | عضو گروه بازیگران                               |
| ۲۰۲۱ | قانون جنگل - پیشروان          | عضو گروه بازیگران                               |
| ۲۰۲۱ | بانگ بانگ کوک کوک ملی         | عضو گروه بازیگران                               |
| ۲۰۲۲ | سوپر اکشن                     | داور                                            |

## آهنگ‌شناسی
| اطلاعات آلبوم                 | Tracklisting |
| ----------------------------- | --- |
| پروژه TJ - انتشار: ۸ اوت ۲۰۰۰ | 1. برجسته خدا 2. دختر بچه 3. زندگی خود را بگیر 4. قلب شیطان 5. باران در یک روز آفتابی 6. پول 7. پیام 8. آرزوی تو در دست من است 9. حالا 10. ایلول جیا 11. عادت بد 12. داستان عشق 13. بوی صبح 14. از سال ۱۹۷۶ 15. ویروس |

## کتاب
جانگ هیوک در ۶ اوت ۲۰۱۳ زندگینامهٔ زیبایی از خودش و تمام لحظات زیبای زندگیش نوشت و با اسم Hot-Blooded Man منتشر کرد.

## جوایز و نامزدی‌ها
| سال  | جایزه                                          | نامزد به عنوان                                       | نام اثر                                          | نتیجه    |
| ---- | ---------------------------------------------- | ---------------------------------------------------- | ------------------------------------------------ | -------- |
| ۲۰۰۰ | SBS Drama Awards                               | Best New Actor                                       | Wang Rung's Land                                 | برنده    |
| ۲۰۰۲ | SBS Drama Awards                               | Top 10 Stars                                         | Great Ambition Successful Story of a Bright Girl | برنده    |
| ۲۰۰۲ | SBS Drama Awards                               | Top Excellence Award, Actor                          | Great Ambition Successful Story of a Bright Girl | برنده    |
| ۲۰۰۷ | بنگاه پخش مونهوا Drama Awards                  | Golden Acting Award, Actor in a Miniseries           | متشکرم                                           | برنده    |
| ۲۰۰۸ | 3rd Asia Model Festival Awards                 | BBF Popular Star Award                               | —                                                | برنده    |
| ۲۰۰۸ | 2nd West Hollywood International Film Festival | Best Actor                                           | Dance of the Dragon                              | برنده    |
| ۲۰۰۸ | SBS Drama Awards                               | Top 10 Stars                                         | Tazza                                            | برنده    |
| ۲۰۰۸ | SBS Drama Awards                               | Excellence Award, Actor in a Special Planning Drama  | Tazza                                            | برنده    |
| ۲۰۱۰ | 46th جایزه هنری پاکسانگ                        | Best Actor (TV)                                      | The Slave Hunters                                | نامزدشده |
| ۲۰۱۰ | 5th Seoul International Drama Awards           | Outstanding Korean Drama Prize Category - Best Actor | The Slave Hunters                                | برنده    |
| ۲۰۱۰ | 3rd Korea Drama Awards                         | Best Actor                                           | The Slave Hunters                                | برنده    |
| ۲۰۱۰ | 17th Han Il Culture Awards                     | Acting Award, Cultural Diplomacy category            | —                                                | برنده    |
| ۲۰۱۰ | 2nd Jewelry Awards                             | Ruby Award                                           | —                                                | برنده    |
| ۲۰۱۰ | 5th A-Awards                                   | Passion Award                                        | —                                                | برنده    |
| ۲۰۱۰ | 23rd Grimae Awards                             | Best Actor                                           | The Slave Hunters                                | برنده    |
| ۲۰۱۰ | KBS Drama Awards                               | Best Couple Award with Lee Da-hae                    | The Slave Hunters                                | برنده    |
| ۲۰۱۰ | KBS Drama Awards                               | Top Excellence Award, Actor                          | The Slave Hunters                                | برنده    |
| ۲۰۱۰ | KBS Drama Awards                               | Grand Prize (Daesang)                                | The Slave Hunters                                | برنده    |
| ۲۰۱۱ | International Emmy Awards                      | Best Actor                                           | The Slave Hunters                                | نامزدشده |
| ۲۰۱۱ | 23rd Korea PD Awards                           | Best Performer, TV Actor category                    | The Slave Hunters                                | برنده    |
| ۲۰۱۱ | SBS Drama Awards                               | Top 10 Stars                                         | Midas                                            | برنده    |
| ۲۰۱۱ | SBS Drama Awards                               | Top Excellence Award, Actor in a Special Production  | Midas                                            | برنده    |
| ۲۰۱۲ | 46th Taxpayer's Day                            | Presidential Commendation                            | —                                                | برنده    |
| ۲۰۱۳ | بنگاه پخش مونهوا Entertainment Awards          | Popularity Award in a Variety Show                   | Real Men                                         | برنده    |
| ۲۰۱۳ | KBS Drama Awards                               | Excellence Award, Actor in a Mid-length Drama        | Iris II                                          | نامزدشده |
| ۲۰۱۳ | KBS Drama Awards                               | Top Excellence Award, Actor                          | Iris II                                          | نامزدشده |
| ۲۰۱۸ | ۵۴مین مراسم اهدای جوایز هنری بکسانگ            | بهترین بازیگر نقش اول مرد                            | گل پول                                           | نامزدشده |
| ۲۰۱۸ | ۵۴مین مراسم اهدای جوایز هنری بکسانگ            | محبوب‌ترین بازیگر مرد                                 | گل پول                                           | نامزدشده |